# Черняк, Аркадий Александрович
Аркадий Александрович Черняк (род. 12 июля 1955, Кременчуг, Полтавская область) — советский и белорусский математик, доктор физико-математических наук (2000), доцент.

## Биография
Родился 12 июля 1955 года в городе Кременчуг Полтавской области УССР, в семье военнослужащего. В 1966 году с родителями переехал в Минск.
В 1971—1972 годах занимал первые места на минских городских олимпиадах школьников по математике. В эти же годы был включён в состав сборной БССР для участия во всесоюзных олимпиадах школьников. В 1972 году стал победителем VI Всесоюзной олимпиады школьников по математике в Челябинске. 
В 1972 году поступил на механико-математический факультет БГУ им. В. И. Ленина, который с отличием окончил в 1977 году.
В 1977—1993 годах по распределению работал в Институте проблем надёжности и долговечности машин АН БССР последовательно в должностях: инженер-математик, младший научный сотрудник, научный сотрудник, старший научный сотрудник.
В 1993—1997 годах работал доцентом в БГЭУ.
В 1997—2000 годах — докторант БГУ.
В 2000—2006 годах работал в Международном институте трудовых и социальных отношений (МИТСО) последовательно в должностях: доцента, профессора, заведующего кафедрой математики.
В 2006 — 2023 годах профессор кафедры математики и МПИ физико-математического факультета БГПУ им. М.Танка.

## Научная деятельность
В период с 1976 года 1980 год получил первые значимые результаты в теории графов. Ещё будучи студентом доказал новый топологический критерий планарности, сформулированный в виде гипотезы австралийскими математиками. В период с 1978 по 1980 год совместно с научным руководителем Р. И. Тышкевич решил открытую проблему характеризации униграфов (графов, однозначно до изоморфизма определяемых степенями своих вершин). Эти результаты легли в основу докторской диссертации Р. И. Тышкевич (защита состоялась в 1984 году Институте кибернетики им. В. М. Глушкова АН УССР (Киев)). Впоследствии под руководством Р. И. Тышкевич в городе Минске сформировалась известная в мире научная школа в области теории графов.
В 1986 году в Институте математики АН БССР защитил кандидатскую диссертацию «Степенные параметры графов и некоторые алгоритмические вопросы», в которой разработал общий декомпозиционный подход, сводящий изучение структурных свойств графов к неразложимому случаю, что позволило дать исчерпывающую классификацию важнейших классов пороговых графов.
Работая в Институте проблем надёжности и долговечности машин АН БССР получил 4 авторских свидетельства Госкомитета СССР по делам изобретений и открытий на изобретения устройств для исследования графов.
В 1990 году стал лауреатом премии АН БССР за работу «Алгоритмические методы оценки и оптимизации надёжности технических систем с сетевой структурой».
В 2000 году досрочно закончил докторантуру в БГУ, защитив докторскую диссертацию «Комбинаторные методы математической теории надёжности» в Институте математики АН Беларуси. В диссертации разработал универсальные комбинаторные модели и методы анализа надёжности гиперграфов с предписанными структурными свойствами. На их основе решил несколько крупных открытых проблем: 1) алгоритмическая классификация двойственных задач комбинаторной надёжности; 2) синтез максимально надёжных графов; 3) нахождение эффективно вычислимых оценок полиномов надёжности гиперграфов; 4) построение универсальной модели мульти-терминальной надёжности монотонных графов, обобщающей теорию доминирования сетей Сатиянараяны (A. Satyanarayna).

## Педагогическая деятельность
Стаж педагогической работы в сфере высшего образования более 30 лет. За время работы неоднократно награждался Почетными грамотами за творческий труд по подготовке высококвалифицированных специалистов.
В соавторстве с Ж. А. Черняк опубликовал более трёх десятков учебников и учебных пособий по математике для школьного, среднего специального и высшего образования.

## Основные публикации
- 1. А. А. Черняк , К гипотезе Литтла о планарных графах // Известия АН БССР. Сер. физ.-мат. н. 1980. № 2. С.41-45.
- 2. Р. И. Тышкевич, А. А. Черняк Униграфы I. // Известия АН БССР. Сер. физ.-мат. н. 1978. № 5. С.5-11,
- 3. Р. И. Тышкевич, А. А. Черняк Каноническое разложение графа, определяемого степенями его вершин //Известия АН БССР. Сер. физ.-мат. н. 1978. № 5. С.14-26,
- 4. Р. И. Тышкевич, А. А. Черняк Униграфы II., //Известия АН БССР. Сер. физ.-мат. н. 1979. № 1. С.5-12,
- 5. Р. И. Тышкевич, А. А. Черняк Униграфы III. //Известия АН БССР. Сер. физ.-мат. н. 1979. № 2. С.5-11.
- 6. А. А. Черняк, Связность графов с предписанным степенным множеством и порядком. Униграфичность // Доклады АН БССР . 1984. Т. 28. № 5. С.400-403.
- 7. Р. И. Тышкевич, А. А. Черняк Декомпозиция графов // Кибернетика. 1985. № 2. С.67-74.
- 8. А. А. Черняк, Ж. А. Черняк About recognizing (α, β) classes of polar graphs // Discrete Mathematics.1986. Vol. 62. С.133-138.
- 9. А. А. Черняк, Ж. А. Черняк Matrices with prescribed row, column and block sums // Combinatorica. 1988. Vol. 8. № 2. С.177-184.
- 10. А. А. Черняк, Ж. А. Черняк Pseudodomishold graphs// Discrete Mathematics 1990. Vol. 84 .C.193-196.
- 11. А. А. Черняк Минимальные гамильтоновы графы с предписанными степенными множествами // Математические заметки. 1990. Т. 47. № 4. С.115-127.
- 12.А. А. Черняк, Ж. А. Черняк. Split dimension of graphs// Discrete Mathematics 1991. Т. 89 .C.1-6.
- 13. А. А. Черняк, Ж. А. Черняк Joint realization of (0,1) matrices revisited // Linear Algebra and Applications. 1992. Т. 174. С.25-35.
- 14. А. А. Черняк, Ж. А. Черняк A unified domination approach for reliability analysis of networks with arbitrary logic // IEEE Trans. Reliab. 1996. Т. 45. № 1. C.114-119.
- 15. А. А. Черняк, Ж. А. Черняк Note on complexity of computing the domination of binary systems // Discrete Applied Mathematics. 1997. Т.73. С.289-295.
- 16. А. А. Черняк Об алгоритмической сложности классической задачи надежности // Дискретный анализ и исследование операций. Серия 1. 1998. Т.5. № 4. С.71-80.
- 17. А. А. Черняк Надежностные задачи покрытия для гиперграфов // Кибернетика и системный анализ. 1999. № 1. С.106-119.
- 18. А. А. Черняк, Ж. А. Черняк Надежность бинарных систем // Дискретная математика. 1999. Т. 11. № 1. С.129-139.
- 19. А. А. Черняк Резидуальная надежность P-пороговых графов // Дискретный анализ и исследование операций. Серия 1. 1999. Т.6. № 3. С.71-86.
- 20.А. А. Черняк Interchange theorems for hypergraphs and factorization of their degree sequences // European J. Combinatorics. 1999. Т. 20. С.17-27.
- 21. А. А. Черняк Алгоритмическая сложность графовых задач надежности// Весцi НАН Беларусi. Сер. фiз.-мат. н. 1999. № 1.С.130-135
- 22. А. А. Черняк Двойственные задачи надежности к-униформных гиперграфов // Доклады НАН Беларуси. 1999.Т43. № 2. С.31-32.
- 23. А. А. Черняк Структурно-сложные системы с пороговой живучестью // Дискретная математика. 1999. Т.11. № 4. С.64-78.
- 24. А. А. Черняк Domination of cyclic monotone (s, t)-graphs// Mathematical Notes. 2000. Т.67. № 2. 233—238.
- 25. А. А. Черняк Residual reliability of P-threshold graphs // Discrete Applied Mathematics. Т.135. 2004. С.83-95.
- 26. А. А. Черняк, С. В. Суздаль Комбинаторная надежность сетевых гиперграфов // Дискретный анализ и исследование операций. Серия 2. 2007. Т.14 . № 2. С.68-94.
- 27. А. А. Черняк, Ж. А. Черняк, Ю. М. Метельский Математическое программирование: алгоритмический подход // Минск: Вышэйшая школа, 2007, 352.
- 28. Черняк А. А., Черняк Ж. А. Высшая математика для инженерно-экономических специальностей вузов+ CD. — Мн.: Харвест, 2009. — 703 с. Учебное пособие с грифом Министерства образования РБ.
- 29. Черняк А. А. Комбинаторные оптимизация и надежность. Монография. — Минск: БГПУ, 2008, 226 с.
- 30. Черняк А. А., Черняк Ж. А., Василец С. И. Математика для экономистов на базе Mathcad. — БХВ-Петербург, 2016, 495 с.
- 31. Черняк А. А., Черняк Ж. А., Метельский Ю. М. Богданович С. А. Метод оптимизации: теория и алгоритмы. — 2-е изд., испр. и доп. — М: Юрайт, 2022, 357 с.
- 32. Черняк, А. А. Перестройка обучения математике в вузах и ссузах Беларуси /А. А. Черняк, И. В. Кирюшин. — Вышэйшая школа. № 2, 2022. — С.26-31.
- 33. Черняк, А. А. Математические расчеты в среде Mathcad : учебное пособие для вузов / А. А. Черняк, Ж. А. Черняк; под общей редакцией А. А. Черняк. — 3-е изд., испр. и доп. — Москва : Издательство Юрайт, 2023. — 163 с.